# Musikvetenskap
Musikvetenskap eller det mindre vanliga musikologi är ett humanistiskt universitetsämne, som kan sägas vara läran om musik, dess teori, funktion, och historia. En äldre benämning är musikforskning. Till ämnet räknas ofta som underdiscipliner musikteori, musikhistoria, musikfilologi (arbete med musikaliska källor), musiksociologi, musiketnologi, musikpsykologi och musikestetik (musikfilosofi). Musikakustik sorteras normalt inte in under ämnet musikvetenskap, men är en av de naturvetenskapliga hjälpvetenskaper som musikvetenskapen använder för att systematisera och beskriva det som studeras inom ämnet.

## Vad är musik?
Musikvetenskapens huvudfråga är Quid est musica? Vad är musik?
Från olika tolkningar av denna fråga kan man komma fram till de tre grenar som idag finns av musikvetenskapen.
1. Vad är musik? Vad för slags ordnade ljudstrukturer kan/vill/bör vi kalla musik? Hur har musikens idéer och praktik utvecklats i olika kulturer och epoker? Vilka är de musikstycken och improvisationsmetoder som vi idag kan studera därför att de har bevarats i noterad, inspelad eller gehörsmässigt traderad form? Vad är möjligt att veta om människorna som skapade musiken? Dessa frågor leder till studier i musikhistoria.
2. Vad är musik? Hur fungerar musikens inre logik? Vad kan man säga för att beskriva musik? Hur skall man notera den? Hur kan den analyseras? Vilka idéer finns och har funnits som handlar om att uttolka mening och innehåll i musik? Dessa frågor leder till studier i musikteori.
3. Vad är musik? Vad gör musiken i samhället? Hur används musik? Vad har musiken för betydelse för människor som grupp? Dessa frågor leder till studier i musiketnologi och musiksociologi. Här finns många kopplingar till dans, psykologi och religion.
Eftersom vad som räknas som musik har varierat genom tiderna och mellan kulturer och kulturkretsar, har det som ansetts vara värt att studeras av musikvetenskapen också varierat.
Metoderna för forskning och beskrivning av musik har också varierat med anpassning till vad som har studerats.

## Utbildning
Idag finns musikvetenskapsutbildning vid flera svenska universitet och högskolor. Inriktningen och omfattningen är något olika för de olika lärosätena, men på de flesta håll ges grundkurser med inriktning både på studiet av historisk och nutida västerländsk konstmusik (ofta kallad klassisk musik), folk- och världsmusik samt populärmusik. Kurser med musiketnologiskt eller sociologiskt perspektiv är också vanliga. Musikteori ingår för det mesta i första årets studier, då man inte förutsätter att studenterna har andra förkunskaper i musik än möjligen notläsningsförmåga. Fortsättningskurserna är oftast mer inriktade på teori- och metodfrågor, som musikanalys och kulturteori.
Studierna går i vissa fall att kombinera med studier i praktiskt musicerande, men traditionellt är utbildningen till musikvetare (vid universitet) skild från utbildningarna till musiker och musiklärare (vid musikhögskola), även om musikteori är ett gemensamt ämne och kurser i musikhistoria (musik och samhälle) ges även på musikhögskolor.
Man kan läsa ämnet på alla nivåer från korta översiktskurser på grundnivå och upp till forskarexamen (filosofie doktor).
Det finns också inom forskarutbildningen i musikvetenskap möjlighet för utövande musiker att ägna sig åt fördjupning i områden som är relevanta för deras verksamhet, till exempel instrument- och repertoarforskning med klingande redovisning av resultatet som komplement till en doktorsavhandling.

## Forskning och annan yrkesverksamhet
Det finns ingen självklar arbetsmarknad för musikvetare, förutom forskarkarriär inom ämnet. Man blir till exempel inte genom en examen som innehåller musikvetenskapskurser behörig att undervisa i musik i grund- och gymnasieskolan. Till dem som använder sin utbildning i yrkeslivet räknas i första hand universitets- och högskolelärare i ämnena musik och musikvetenskap och i andra kultur- och samhällsvetenskaper. En del musikforskare arbetar inom musei-, arkiv- och biblioteksområdet. Andra återfinns i media och kulturliv, där de arbetar som journalister, informatörer och producenter.